# Naive (森翼のアルバム)
『naive』（ナイーブ）は、2021年5月21日にStudio Cubic Recordsからリリースされた日本のシンガーソングライター森翼の2枚目のフルアルバム。2021年12月29日に配信リリースされた。

## 概要
森翼名義での前作『コワイモノシラズ』から約12年、赤と嘘としてリリースした『日常マイノリティ』から約5年ぶりのアルバムリリースとなる。発売日は、13年前に『雨傘物語/オレンジの街』をリリースし、ポニーキャニオンからメジャーデビューした5月21日である。
本作は、全国流通盤でのリリースではなくCubic Recordsのオンラインショップで通信販売された。配送の際の梱包も森翼自身が行っており、その様子がツイキャスにて配信されていた。その後、配信限定で新曲「music」を加え、12月29日に各音楽配信サービスでも配信が開始された。
今作は、かねてよりライブで披露してきた楽曲を中心に収録されており、収録曲「アンフェア」は、「bayfm NEXT POWER ON!」2019年7月レコメンド曲に起用されている。
5月18日には、横浜 mint hallにて、アルバムリリースイベントライブが行われた。

## ミュージック・ビデオ
雨のち安アパート相合傘
監督：森翼 / 助監督：シュウゴ
2021年11月15日にYouTubeに公開された。

## 収録曲
| 全作曲: 森翼、全編曲: 鈴木Daichi秀行。 |                             |           |            |      |
| #                                      | タイトル                    | 作詞      | 作曲・編曲 | 時間 |
| 1.                                     | 「アンフェア」              | 森翼      | 森翼       | 2:37 |
| 2.                                     | 「Friday。」                | 森翼      | 森翼       | 3:26 |
| 3.                                     | 「雨のち安アパート相合傘」  | 森翼      | 森翼       | 3:21 |
| 4.                                     | 「ぱちもん」                | 森翼      | 森翼       | 3:46 |
| 5.                                     | 「Blue」                    | 森翼      | 森翼       | 5:11 |
| 6.                                     | 「セーラーカラー」          | 森翼      | 森翼       | 4:06 |
| 7.                                     | 「アレグロ」                | 森翼      | 森翼       | 3:06 |
| 8.                                     | 「Hello」                   | 森翼      | 森翼       | 4:35 |
| 9.                                     | 「窓」                      | 森翼      | 森翼       | 4:36 |
| 10.                                    | 「My way」                  | 森翼      | 森翼       | 5:47 |
| 11.                                    | 「ぼくにできること」        | 森翼      | 森翼       | 4:03 |
| 12.                                    | 「針と糸」                  | 森翼      | 森翼       | 4:57 |
| 13.                                    | 「music」(配信限定トラック) | 森翼      | 森翼       | 4:02 |
| 合計時間:                              | 合計時間:                   | 合計時間: | 53:33      |      |